# Alfabeto carbonário
O alfabeto carbonário é um cifrário monoalfabético, ou seja, forma pares equivalentes de letras para substituição de uma por outra, mas não de forma aleatória, obedecendo a regras de articulação das letras:
- Com pronuncia labial (B:P);
- Palatal (S:Z);
- Dental (F:V);
- Vocal com abertura similar (A;O) e (E:I).

Portanto, este alfabeto prevê que uma letra substitua outra, segundo a seguinte regra de conversão:
Original : A|B|C|D|E|F|G|H|I|L|M|N|O|P|Q|R|S|T|U|V|Z

Criptado:  O|P|G|T|I|V|C|H|E|R|N|M|A|B|Q|L|Z|D|U|F|S
Destarte pode-se apresentar como exemplo:
Original: PREFERISCO IL GELATO

Criptado:  BLIVILEZGA ER CIRODA
Esta criptografia era utilizada nas cartas secretas pelos membros da carbonária italiana, sociedade secreta fundada em Nápoles, no início dos 1800, de valores patrióticos e liberais. 
Este alfabeto foi um dos primeiros cifrados a utilizar um cifrário com letras superpostas. 

## Ver Também
- Carbonária